# Obniżenie Mieroszowskie
 Obniżenie Mieroszowskie – obniżenie w Sudetach Środkowych, położone w Obniżeniu Ścinawki.

## Lokalizacja
Obniżenie Mieroszowskie to śródgórskie obniżenie (480–550 m n.p.m.) położone całkowicie na terenie Polski, obejmujące dolinę górnego biegu Ścinawki. Stanowi z miastem Mieroszów górną część Obniżenia Ścinawki. Od północno-wschodniej strony obniżenie ograniczają Góry Suche (czes. Javoří hory), od północy Pasmo Lesistej, a od południowo-zachodniej Mieroszowskie Ściany (Mirošovské stěny) i Broumowskie Ściany (Broumovské stěny). Na południu i południowym wschodzie łączy się z Kotliną Broumowską.

## Opis
Jest to kotlina śródgórska powstała na wychodniach łowcowych i piaskowcowych, skał górnopermskich (cechsztyńskich), a także dolnotriasowych niecki środkowosudeckiej.

## Krajobraz
Krajobraz kotliny jest wyżynny, najwyższe wzniesienia nie przekraczają 600 m n.p.m. Cały obszar jest pagórkowaty, pofałdowany, łagodnie poprzecinany korytami potoków. Poza nielicznymi wzniesieniami jest słabo porośnięty lasem. Jest to teren średnio zaludniony, większość obszaru zajmują pola uprawne i łąki. Krajobraz jest przeobrażony, ale zurbanizowany w nieznacznym stopniu.

## Gleby
Przeważają gleby gliniaste i piaszczysto-gliniaste. Obszar rolniczy, tylko wzdłuż doliny Ścinawki ciągną się podmokłe łąki i niewielkie lasy.

## Klimat
Położenie fizycznogeograficzne regionu oraz masywy gór otaczających kotlinę sprawiają, że nad obszarem ścierają się różnorodne masy powietrzne, wpływające na kształtowanie się typów pogody i zjawisk atmosferycznych tego mezoregionu. Klimat jest umiarkowany, przejściowy, ciepły, charakteryzujący się zmiennym stanem pogody. Pory roku są łatwo rozpoznawalne i wyznaczane przez przebieg temperatury: ciepła i wilgotna wiosna, ciepłe i często suche lato, chłodna i wilgotna jesień oraz zima z niewielkimi opadami śniegu. Zachmurzenie średnie występuje w okresie jesienno-zimowym, najmniejsze w lecie. Opadom często towarzyszą gwałtowne burze z wyładowaniami.

## Wody
Obniżenie Mieroszowskie należy do dorzecza Odry. Największą rzeką kotliny jest Ścinawka (Stěnava), lewostronny dopływy Odry, która płynie z północy na południe i odwadnia obniżenie.

## Miejscowości
W centralnej części kotliny leży Mieroszów. Ponadto w kotlinie znajdują się Golińsk, Nowe Siodło, Różana i Łączna.

## Zabytki
- Kościół parafialny św. Michała w Mieroszowie, wzniesiony około 1427 roku.
- Rynek w Mieroszowie, ze znajdującymi się przy nim kamienicami
- Zabytkowa kuźnia z XVIII wieku w Różanej.